# Rheinbrücke Emmerich
Die Rheinbrücke Emmerich ist mit 803 m die längste Hängebrücke Deutschlands und hat mit 500 m die größte Stützweite einer Brücke in Deutschland. Sie wurde von Hein, Lehmann und Co. (Düsseldorf), damals zur Stumm-Gruppe gehörend, gebaut. Der Entwurf der Brücke stammte von dem Bauingenieur Hellmut Homberg, der Architekturprofessor Heinrich Bartmann wirkte bei der Gestaltung mit.
Das Bauwerk überspannt zwischen Kleve und Emmerich in einer Höhe von ungefähr 30 m den Rhein bei Kilometer 853,2. Es ist die nördlichste deutsche Rheinbrücke. Die Straßenüberführung hat zwei Fahr- und Standspuren sowie zwei Gehwege und ist Teil der Bundesstraße 220. Der Ministerpräsident des Landes Nordrhein-Westfalen, Franz Meyers, legte am 2. Mai 1962 den Grundstein. Am 3. September 1965 wurde die Emmericher Rheinbrücke eröffnet.
Im Rahmen der Bauwerksausschreibung entwarf Fritz Leonhardt, unter Beratung von Gerd Lohmer, eine Monokabel-Hängebrücke mit einem windschnittigen Fahrbahndeck. Obwohl die neuartige Konstruktion um 15 % billiger war, als der gebaute, konventionelle Entwurf, kam sie nicht zur Ausführung, weil keine Erfahrungen darüber vorlagen.
Im Januar 2019 begann eine Sanierung der Rheinbrücke, die vier Jahre dauern und Kosten in Höhe von 28 Millionen Euro beanspruchen sollte. Im Jahr 2025 weisen die Schilder an der Brücke auf eine Fertigstellung Ende 2026 hin.

## Konstruktion

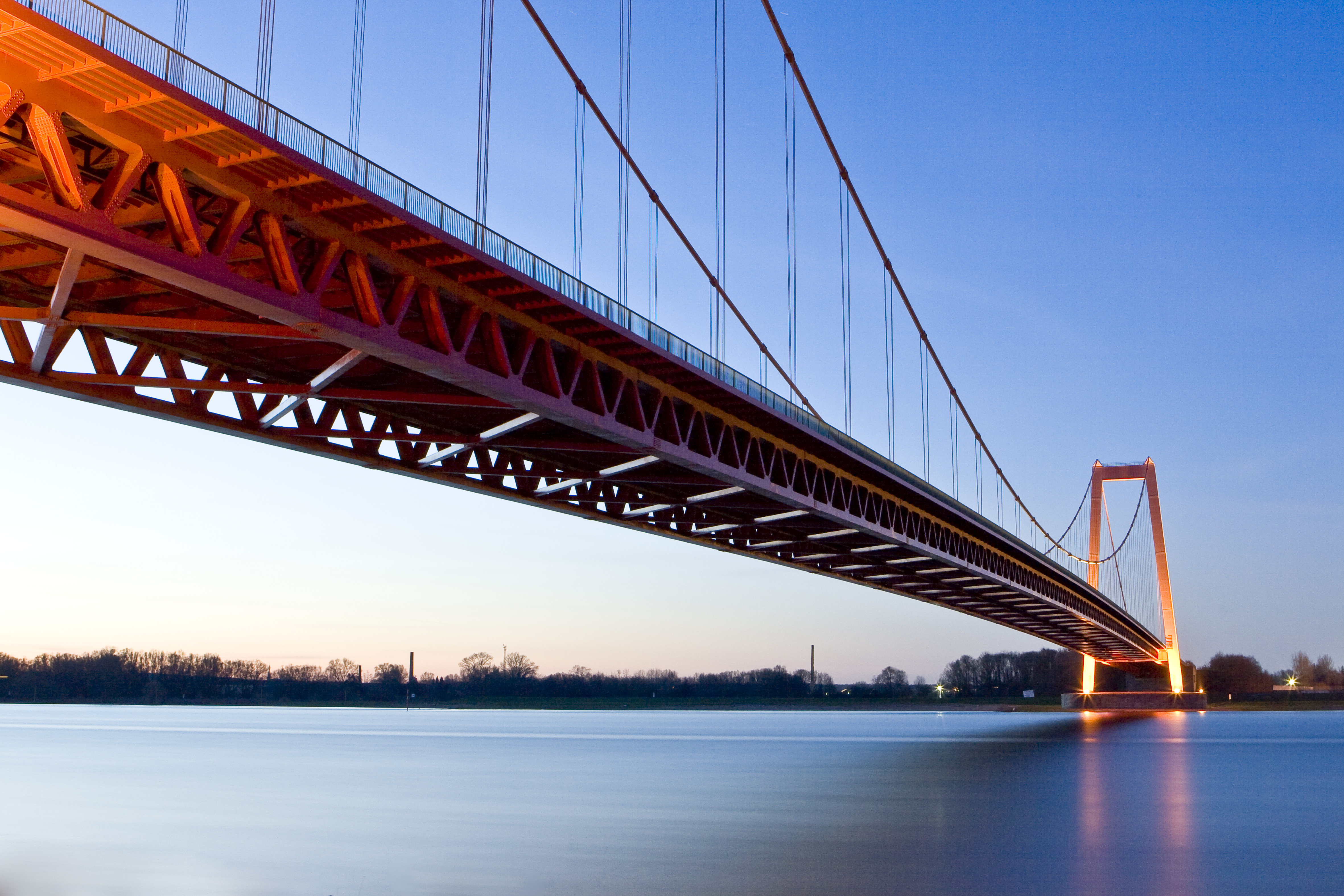
Ansicht der Tragkonstruktion

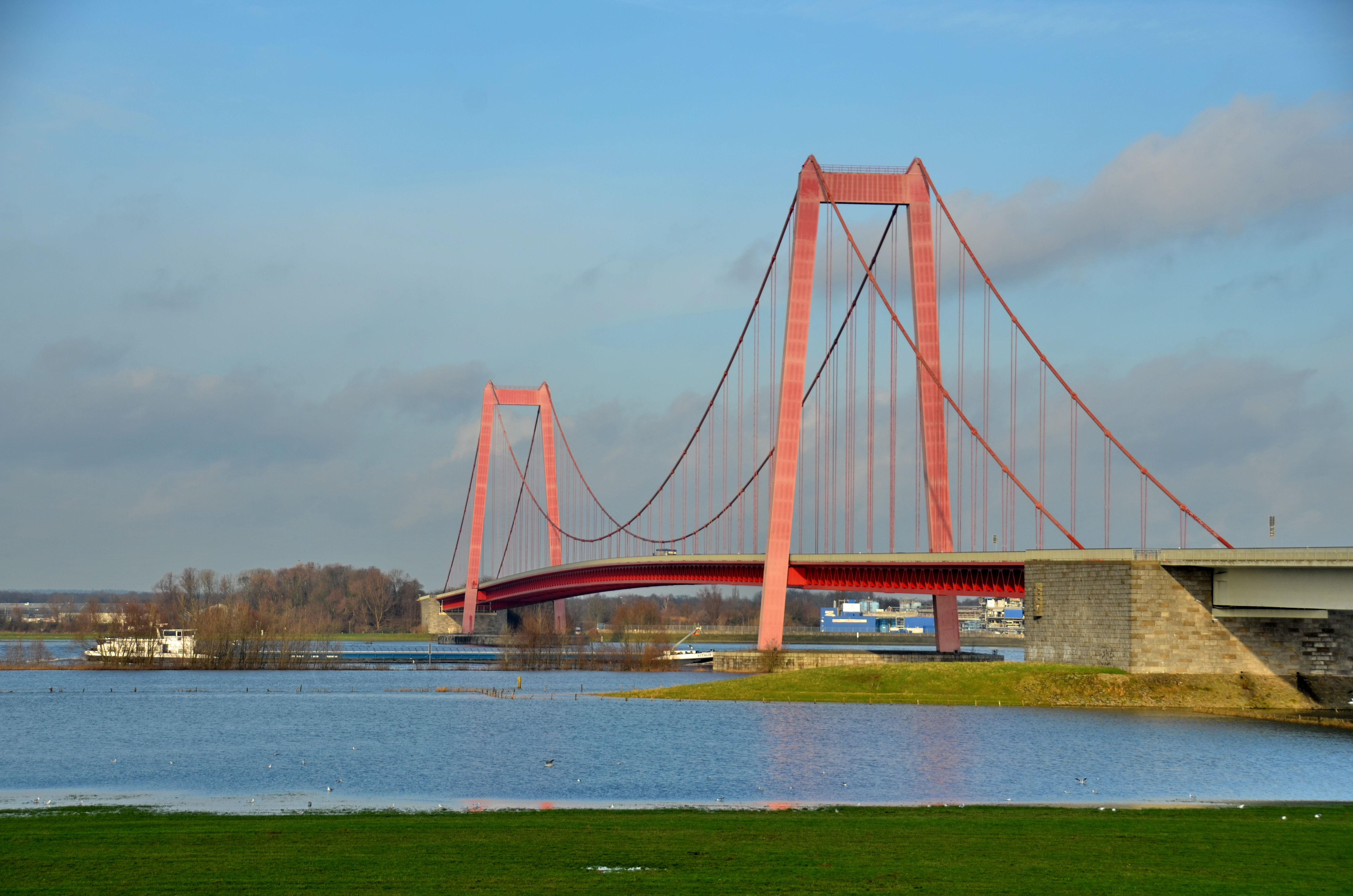
Schrägansicht

### Hängebrücke
Die echte Hängebrücke besitzt mit den beiden Verankerungsblöcken eine Länge von 893 m. Sie weist Stützweiten von 151,5 m in den Randfeldern und 500,0 m im Hauptfeld auf. Das Bauwerk besitzt zwei 76,7 m hohe Stahlpylone. Die Stiele der Pylone sind oben mit 5,8 m Richtung Brückenachse geneigt und durch einen 5,5 m hohen Querriegel verbunden. Der trapezförmige Stielquerschnitt hat auf den Flusspfeilern die Außenabmessungen von 4,0 m in Brückenlängsrichtung und 3,25 m in Querrichtung sowie am Pylonkopf von 2,5 m sowie 3,25 m.
Über die Pylone sind zwei Tragkabel, die aus 61 Einzelseilen bestehen, mit 45 cm Außendurchmesser im Abstand von 16,8 m geführt. Der Kabeldurchhang zwischen Pylon und Brückenmitte beträgt 55,56 m. An den Tragkabeln sind im Abstand von 15,15 m die Hängeseile befestigt. Diese tragen den 4,5 m hohen Brückenüberbau aus Stahl. Der Überbau besteht in Längsrichtung aus zwei Versteifungsträgern, die als 70 cm breites pfostenloses Strebenfachwerk ausgebildet sind. Zwischen den Obergurten der Fachwerkträger spannen im Abstand von 2,53 m die Querträger, welche die Brückentafel stützen. Dies ist eine 22,5 m breite orthotrope Platte, die an beiden Seiten 2,5 m über die Hauptträger auskragt. In der Mittelöffnung hat die Brücke außerdem auf der Unterseite zur Sicherstellung einer ausreichenden Stabilität einen Windverband.
Aufgrund ihrer Ähnlichkeit zur Golden Gate Bridge in San Francisco wird die Brücke im Volksmund auch „Golden Gate vom Niederrhein“ genannt.

### Vorlandbrücke
Zwischen Fluss- und Vorlandbrücke befindet sich ein 37,5 m langer Verankerungsblock. Die Vorlandbrücke auf der linken Rheinseite ist eine fünffeldrige 341 m lange Spannbetonbrücke. Die Stützweiten vergrößern sich, am Widerlager West beginnend, von 59,5 m über 64,5 m, 68,5 m und 72,5 m bis 76,0 m vor dem Verankerungspfeiler der Hängebrücke. Entsprechend wächst die Konstruktionshöhe der Balkenbrücke von 3,04 m auf 4,19 m. In Querrichtung hat das Bauwerk einen zweistegigen Plattenbalkenquerschnitt mit einer Fahrbahnplatte, die beidseitig 5,25 m auskragt und eine Breite von 21,6 m besitzt.